# Marinewerft Istanbul
Die Marinewerft Istanbul (englisch Istanbul Naval Shipyard (INSY), türkisch İstanbul Donanma Tersanesi) ist eine Werft der türkischen Marine am Marmarameer. Sie liegt in Pendik, einem Stadtbezirk von Istanbul, und ist der größte Schiffbaubetrieb der Türkei.

## Geschichte

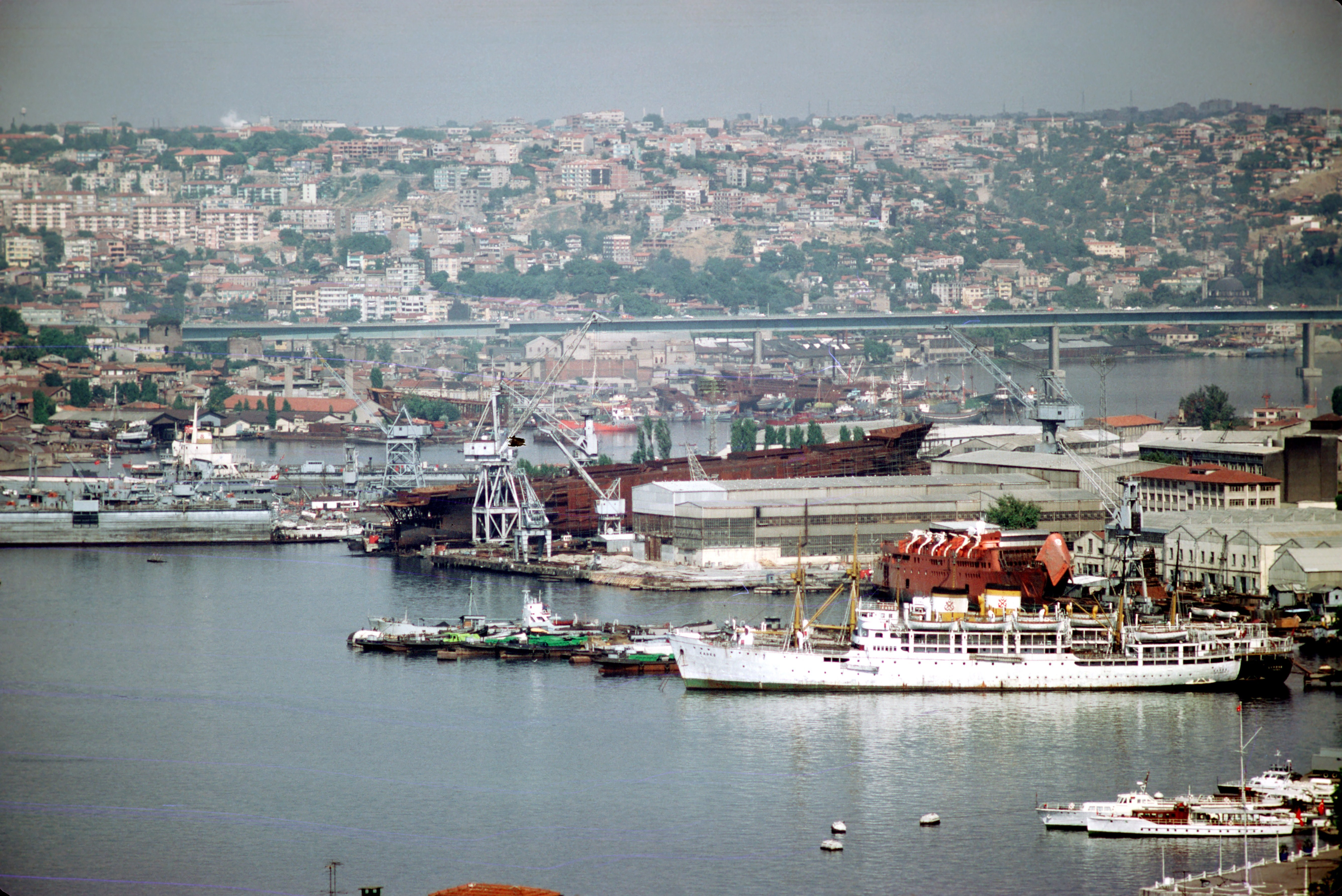
Taşkızak-Werft am Goldenen Horn (1976)

Die erste Marinewerft am Goldenen Horn wurde 1455 unter der Herrschaft von Mehmed II. für die osmanische Marine errichtet. Im 16. Jahrhundert galt die Werft als eine der größten der Welt. Das erste Dampfschiff wurde 1830 gebaut und 1886 zwei U-Boote in Zusammenarbeit mit dem Vereinigten Königreich. Durch den Vertrag von Sèvres, der nach dem Ersten Weltkrieg eine Entmilitarisierung der türkischen Meerengen vorsah, wurde die betroffene Infrastruktur systematisch zur neu gegründeten Marinewerft Gölcük verlegt.
Während des Zweiten Weltkriegs wurde 1941 mit der Marinewerft Taşkızak wieder eine militärische Werft am Goldenen Horn in Betrieb genommen. Bis 1999 wurden hier überwiegend Schnellboote, Minenabwehrfahrzeuge, Landungsfahrzeuge und Hilfsschiffe gebaut, gewartet und instand gesetzt.
Nach dem Erdbeben von Gölcük 1999, das auch schwere Schäden an der dortigen Marinewerft verursachte, wurde ein neuer Standort für die Marinewerft gesucht. Dieser fand sich auf dem Gelände der zivilen Pendik-Werft, die bisher große Frachtschiffe gebaut hatte und 1999 von der türkischen Marine übernommen wurde. Durch den Zusammenschluss der Erfahrungen und Technologien der Pendik- und Taşkızak-Werft sowie von Teilen der Gölcük-Werft entstand die neue Marinewerft Istanbul. Sie ist in der Lage, Schiffe bis zu einer Länge von 300 m zu bauen.

## Einrichtungen
Die Dockkapazitäten bestehen aus einem Trockendock von 300 m Länge und 70 m Breite, das für den gleichzeitigen Bau von zwei Schiffen unterteilt werden kann. Überspannt wird dieses Dock von einem Portalkran. Darüber hinaus verfügt die Werft über drei Schwimmdocks.
Eine Slipanlage von 202 m Länge und 38 m Breite wird ebenfalls von einem Portalkran überspannt. Zwei Kais von 400 und 316 m Länge sowie drei Piers mit jeweils 400 m Länge gehören ebenfalls zur Hafeninfrastruktur.

## Schiffbau
Ein Schwerpunkt des derzeitigen Schiffbaus sind die Fregatten der Istanbul-Klasse. Zuvor sind fünf Minenjagdboote der Aydin-Klasse und fünf Korvetten der Ada-Klasse gebaut worden.